# Pallone d'oro 1979

Kevin Keegan, vincitore del Pallone d'oro 1979.

L'edizione 1979 del Pallone d'oro, 24ª edizione del premio calcistico istituito dalla rivista francese France Football, fu vinta dall'inglese Kevin Keegan (Amburgo).
I giurati che votarono furono 26, provenienti da Austria, Belgio, Bulgaria, Cecoslovacchia, Danimarca, Finlandia, Francia, Germania Est, Germania Ovest, Grecia, Inghilterra, Irlanda, Italia, Jugoslavia, Lussemburgo, Paesi Bassi, Polonia, Portogallo, Romania, Scozia, Spagna, Svezia, Svizzera, Turchia, Ungheria e Unione Sovietica.